# Dick Sargent
Richard Stanford Cox, mais conhecido como Dick Sargent (Carmel-by-the-Sea - Califórnia, 19 de abril de 1930 — Los Angeles, 8 de julho de 1994) foi um ator nascido nos Estados Unidos, célebre por sua participação no seriado A Feiticeira, como o segundo Darrin (James) Stephens (substituiu Dick York por problemas de saúde), marido da protagonista Samantha (Elizabeth Montgomery).
Dick Sargent começou a atuar com o seu personagem na série A Feiticeira substituindo Dick York a partir da 6ª temporada no episódio Três Gerações de Bruxas até o final da série.
O ator fez uma pequena participação no seriado Jeannie é um Gênio, atuou também no O Homem de Seis Milhões de Dólares, A Ilha da Fantasia, As Panteras, Os Gatões, Daniel Boone, Vega$, entre outros trabalhos televisivos.
Sargent faleceu em julho de 1994 de câncer de próstata no Centro Médico Cedars-Sinai. O câncer de próstata do ator foi diagnosticado há 4 anos e meio atrás, e os médicos inicialmente estavam otimistas de que ele poderia ser tratado com sucesso porque foi detectado precocemente, mas em uma entrevista na televisão em março daquele ano, Sargent de aparência frágil disse que a doença havia se espalhado.
"Eu não sei quanto tempo eu tenho, e ninguém pode prever isso", disse ele ao "Entertainment Tonight".
Sargent foi cremado.

## Filmografia parcial
- Prisoner of War (1954) – Leonard Lee (sem créditos)
- The Beast with a Million Eyes (1955) – Deputy Larry Brewster
- The Great Locomotive Chase (1956) – Soldado da União (sem créditos)
- Love Me Tender (1956) – Soldado Confederado  (sem créditos)
- Bernardine (1957) – Sanford Wilson
- Mardi Gras (1958) – Dick Saglon
- Operation Petticoat (1959) – Ens. Stovall
- The Great Impostor (1960) – Hotchkiss
- That Touch of Mink (1962) – Jovem (Harry Clark)
- For Love or Money (1963) – Harvey Wofford
- Captain Newman, M.D. (1963) – tenente Belden 'Barney' Alderson
- Fluffy (1965) – Tommy
- Billie (1965) – Matt Bullitt
- The Ghost and Mr. Chicken (1966) – George Beckett
- The Private Navy of Sgt. O'Farrell (1968) – Capt. Elwood Prohaska
- Daniel Boone - Reuben Stone - S2/E18 "The Deserter" (1966)
- The Young Runaways (1968) – Freddy 'Sage'
- Live a Little, Love a Little (1968)
- I Dream of Jeannie (1969) um episódio, Jeannie for the Defense - Norman Cashman
- Adam-12 (1969) Log 92, Tell him he pushed a little too hard – Harry
- Bewitched (1969-1972) três temporadas - Darrin Stephens
- Here's Lucy (1973) um episódio, Lucy Plays Cops e Robbers
- The Streets of San Francisco (1973) um episódio, Temporada 1, episódio 25, Shattered Image
- The Love Boat (1977) um episódio, Lonely at the Top/Silent Night/Divorce Me – Mike
- Three's Company (1977) – Lloyd Cross
- Charlie’s Angels (1978) – um episódio, Angels in Vegas - Marty Cole
- Hardcore (1979) – Wes DeJong
- Parts: The Clonus Horror (1979) – Dr. Jameson
- ’’Family Ties’’ (1982) one episode, No Nukes Is Good Nukes - pai de Elyse
- I'm Going to Be Famous (1983) – O Diretor
- Benson (1984) temporada 6 episódio 4 "a campanha" como Worth Lakewood
- The Eleventh Commandment (1986) – Charles Knight
- Teen Witch (1989) – Frank Miller
- Rock-A-Die Baby (1989) – Pai (Adam)
- Twenty Dollar Star (1990) – Mr. Brandon
- Murder by Numbers (1990) – Patrick Crain
- Frame Up (1991) – Will Curran
- Acting on Impulse (1993) – Mr. Randolph (último papel no cinema)